# Ronald Schill
Ronald Barnabas Schill (Hamburgo, 23 de noviembre de 1958) es un exjuez y político alemán, fundador del Partei Rechtsstaatlicher Offensive. Se desempeñó como senador del Interior y Segundo Alcalde (vicejefe de gobierno) en el gobierno de Hamburgo de 2001 a 2003.

## Biografía

### Carrera política
Schill desempeñó su carrera como juez en una Corte en Hamburgo de 1993 a 2001. Debido a sus controvertidas sentencias como juez, que con frecuencia implicaban la pena máxima, se le dio el apodo de "Richter Gnadenlos" ("Juez despiadado"); la mayoría de estas resoluciones fueron anuladas por tribunales superiores más adelante.
Su recién creado partido conservador de derecha, el Partei Rechtsstaatlicher Offensive (también conocido como Partido Schill) logró obtener el 19,4% de los votos en las Elecciones estatales de Hamburgo de 2001. Tras las elecciones, su partido entró en un gobierno de coalición con la Unión Demócrata Cristiana (CDU) liderada por Ole von Beust. Schill se convirtió en el segundo alcalde de Hamburgo y senador (el equivalente a ministro) del interior. Poco después de asumir el cargo, fue acusado de ser consumidor de cocaína, sometiéndose a un examen que no arrojó ninguna evidencia de aquello.
Sin embargo, esta coalición se rompió en agosto de 2003, cuando von Beust despidió a Schill a causa de un presunto intento de chantaje. Según von Beust, Schill le había amenazado con hacer público que mantenía una relación homosexual con Roger Kusch, al cual había nombrado senador de Justicia poco antes, mezclando su vida privada y la pública. Von Beust y Kusch rechazaron este reproche, aunque concedieron que eran amigos desde la universidad. Sin embargo, Schill insistía en que había escuchado «ruidos inequívocos en el piso de Kusch» cuando von Beust le visitaba, aunque no podía aducir pruebas. Poco después, Roger Kusch reconoció públicamente su homosexualidad; y la de von Beust fue certificada por su padre en una entrevista. A posteriori, von Beust dijo que se alegraba de que su padre hubiera concedido esa entrevista, ya que así quedaba todo dicho y él mismo se ahorraba dar más explicaciones sobre algo que consideraba parte de su vida privada.
El 6 de diciembre de 2003, la junta ejecutiva federal del PRO, dirigida por Mario Mettbach, destituyó a Schill de su cargo como presidente del partido en Hamburgo y le denegó el derecho de asumir nuevos cargos en el partido.
Tres días más tarde, von Beust declaró que la coalición de CDU, FDP y el PRO debía ser cancelada y solicitó al parlamento que ordenase nuevas elecciones. Una semana más tarde, el 16 de diciembre de 2003, la junta ejecutiva federal del Partido Schill decidió expulsar a Schill del partido.
El 18 de diciembre de 2003, Schill, junto con cinco antiguos miembros del grupo parlamentario del Partido Schill en el parlamento estatal de Hamburgo, se unieron al partido Pro Deutsche Mitte – Initiative Pro D-Mark, que adoptó el nombre de Pro DM/Schill para las Elecciones estatales de Hamburgo de 2004, al haber presentado al juez como cabeza de lista. Schill anunció que si no lograba obtener el 5% de los votos en las próximas elecciones parlamentarias (porcentaje necesario para obtener su escaño), emigraría de Alemania. 
En las elecciones, el 29 de febrero de 2004, su partido ganó solo el 3,1% de los votos. Confirmó que iba a emigrar, «probablemente a Sudamérica».

### Vida después de su retiro
En 2004, emigró a Cuba. En diciembre de 2007 apareció en Itzehoe.
En marzo de 2008, el tabloide alemán Bild informó poseer un vídeo que mostraba a Schill consumiendo cocaína en Brasil. En el vídeo, afirmó que, como juez, regularmente imponía castigos más duros a los negros, a quienes detestaba intensamente. También afirmó que su primera prueba de cocaína en 2001 arrojó un resultado positivo, pero una nueva prueba con un método menos sensible arrojó el resultado negativo deseado. Extractos de este vídeo se pusieron a disposición en YouTube.
Actualmente Schill vive en la favela Pavão-Pavãozinho en Río de Janeiro, retirado de toda actividad política. Desde 2014 ha participado en varios reality shows.
En una entrevista en 2019, Schill dijo que vivía bien en Brasil con una pensión de casi 2.000 euros y que no tenía la intención de volver a Alemania de forma permanente.